# 17 км (Вологодская область)
17 км — посёлок в Харовском районе Вологодской области.
Входит в состав Семигороднего сельского поселения, с точки зрения административно-территориального деления — в Семигородний сельсовет.
Расстояние по автодороге до районного центра Харовска — 32 км, до центра муниципального образования Семигородней — 17 км. Ближайший населённый пункт — Томашка.
По переписи 2002 года население — 37 человек (16 мужчин, 21 женщина). Преобладающая национальность — русские (95 %).